# کولی‌سیتی، واشینگتن
کولی‌سیتی (به انگلیسی: Coulee City) یک منطقهٔ مسکونی در ایالات متحده آمریکا است که در شهرستان گرنت، واشینگتن واقع شده‌است. کولی‌سیتی ۲٫۵۰ کیلومتر مربع مساحت و ۵۶۲ نفر جمعیت دارد و ۴۸۴ متر بالاتر از سطح دریا واقع شده‌است.